# Hólars högskola
Hólars högskola (isländska: Hólaskóli – Háskólinn á Hólum) är en högskola på Island. Hólars högskola ligger i byn Hólar i Hjaltadalur öster om Skagafjörður, 24 km öster om Sauðárkrókur i Norðurland vestra.
Hólars högskola ger utbildningar inom marinbiologi, hästskötsel och naturturism.
Hólar har en lång utbildningstradition. 1106 grundades en katedralskola av biskopen Jón Ögmundsson. 1550 blev skolan en latinskola, verksam till 1801. 1882 grundades en jordbruksskola i Hólar som är rötterna till Hólars högskola. Från 2003 har Hólars högskola utvecklats från en konventionell jordbruksskola, och 1 juli 2007 grundades officiellt Hólars högskola.